# Louis Boulanger

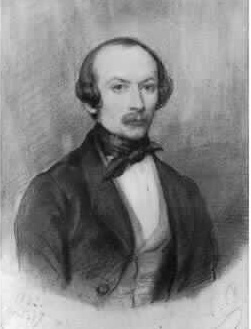
Autorretrato

Louis Boulanger (Vercelli, 1806-Dijon, 1867) fue un pintor, litógrafo e ilustrador francés de estilo romántico.

## Biografía

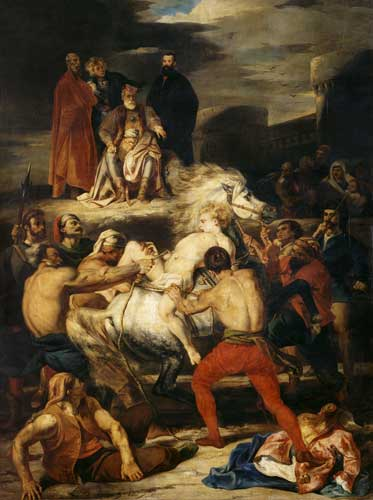
Suplicio de Mazeppa (1827), basado en un poema de Lord Byron, Museo de Bellas Artes de Rouen.

Boulanger se inscribió en 1821 en la Academia de Bellas Artes de París donde frecuentó el taller de Guillaume Guillon Lethière y recibió una sólida formación clásica. Tras presentarse, sin éxito, al Premio de Roma en 1824, se hizo compañero de Eugène Devéria e íntimo de Víctor Hugo frecuentando los círculos románticos parisinos.
Logró un éxito considerable en el Salón de 1827, obteniendo una medalla para su Suplicio de Mazeppa (Museo de Bellas Artes de Rouen), en un salón que resultó de excepcional importancia para la nueva escuela pues a él concurrieron también El nacimiento de Enrique IV, de Eugène Devéria, y La muerte de Sardanápalo, de Delacroix. Pero este éxito no se repitió en la vida del joven pintor.
Retrató a numerosas personalidades de la época, siendo la más célebre de sus obras en este orden el retrato de Balzac en hábito de monje (Museo de Bellas Artes de Tours. También se encuentran obras suyas en la casa de Víctor Hugo en la plaza de los Vosgos de París.
Realizó asimismo numerosas ilustraciones para las obras de Víctor Hugo y de Alejandro Dumas, así como una serie de extrañas litografías sobre temas fantásticos, conforme a la moda frenética de ciertos artistas de la época, de la que La Ronda del Sabbat de Louis Boulanger puede servir de icono.